# وی‌زد زرافه

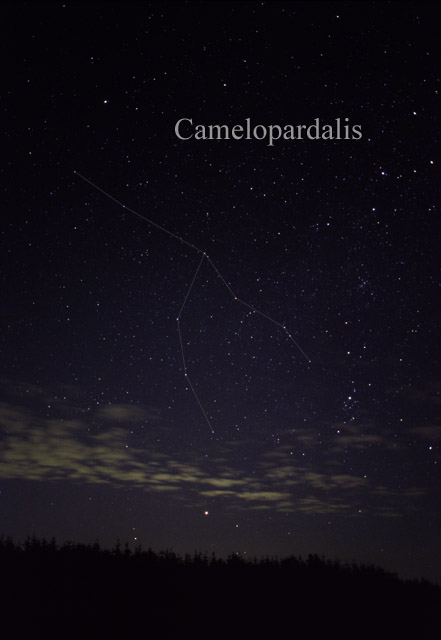
نمایی از ستارهٔ وی‌زد زرافه در منظومهٔ خورشیدی – ۲۰۰۴

وی‌زد زرافه یک ستاره است که در صورت فلکی زرافه قرار دارد.